# Ketolid
Ketolidi su antibiotici iz makrolidne grupe. Oni su izvedeni iz eritromicina putem zamene šećera kladinoze sa keto-grupom i dodavanja ciklične karbamatne grupe u laktonski prsten. Te modifikacije daju ketolidima znatno širi spektar u odnosu na druge makrolide. 
Ketolidi su efektivni protiv bakterija koje su otporne na makrolide. To je posledica njihove sposobnosti da se vežu na dva mesta na bakterijskom ribozomu, kao i usled strukturnih promena koje ih čine lošim supstratima za efluksne pumpe. Ketolidi blokiraju proteinsku sintezu putem vezivanja za ribozomalne podjedinice. Oni takođe mogu da inhibiraju formiranje novonastalih ribozoma.